# Thần kinh mu ngón tay của thần kinh trụ
Thần kinh mu ngón tay của thần kinh trụ (tiếng Anh: Dorsal digital nerves of ulnar nerve) là các nhánh thần kinh trên mặt mu của bàn tay. Nhánh mu tay của thần kinh trụ chia thành hai nhánh mu ngón tay; một chi phối phía trụ (phía trong) của ngón tay út; sợi còn lại chi phối mặt tiếp xúc ngón út và ngón nhẫn. Thần kinh cho một nhánh hòa vào nhánh nông của thần kinh quay chi phối phía quay (phía ngoài) của ngón giữa và ngón nhẫn.
Các sợi thần kinh này chạy với các động mạch mu ngón tay.